# Uglješ
Uglješ je naselje u općini Darda u Osječko-baranjskoj županiji. 

## Stanovništvo
| broj stanovnika |       |       |       |       | 196   | 288   |       |       | 259   | 308   | 349   | 502   | 630   | 653   | 597   | 507   | 385   |
|                 | 1857. | 1869. | 1880. | 1890. | 1900. | 1910. | 1921. | 1931. | 1948. | 1953. | 1961. | 1971. | 1981. | 1991. | 2001. | 2011. | 2021. |

## Povijest
Prvi podatci o Uglješu kao naselju, odnosno pustari, koja se danas naziva Stari Uglješ datiraju iz 1860. godine kada ga naseljava nekoliko obitelji. O imenu nema pouzdanih podataka, ali se pretpostavlja kako je izvedenica iz mađarske riječi Olyves, dok stariji Uglješani tvrde kako je riječ izvedena iz riječi ugljen. Naime, doseljeni optanti bavili su se suhom destilacijom drveta, odnosno proizvodnjom drevnog ugljena te je od te djelatnosti vjerojatno nastalo ime. O tome svjedoče današnji stanovnici Uglješa, koji su pri izgradnji betonskog igrališta ispred škole u zemlji naišli na velike količine drveta, pa se pretpostavlja kako je upravo tu bila jedna od jama u kojoj se proizvodio ugljen. U to je vrijeme bilo znatno više šuma umjesto današnjih oranica, ne samo na području Uglješa već je u 19. stoljeću velik dio Baranje bio pod šumom. 1900. godine Uglješ ima 196 stanovnika, 1914. godine 167 stanovnika. Tada se Uglješom naziva samo današnji stari dio Uglješa na kojem je živjelo 10-ak obitelji, Mađara, Nijemaca i Srba. Os staroga Uglješa ostalo je samo nekoliko salaša. Prva kuća u novom dijelu Uglješa sagrađena je 1911. godine, pored zgrade škole, a iza škole tada je židovski zemljoposjednik imao veliko imanje sa zgradom za stanovanje, farmom i štalama. 1926. njegovo imanje kupuje obitelj Drenovac. Poslije 1. svjetskog rata i uključivanja Baranje u sastav Kraljevine SHS (Srba, Hrvata i Slovenaca) i kasnije Jugoslavije počinje agrarna reforma te kolonizacija. U Uglješ su kolonizirani srpski optanti iz Mađarske i dijelova Kraljevine, prije svega Kanjiže. Kolonisti su dekretom dobili velike površine kvalitetne zemlje ,te je zabilježeno kako je 1934.godine živjelo 630 stanovnika u 150 kućanstava. 1938. godine gradi se škola, a na imanju iza škole Uglješ dobiva i prvu gostionicu. 1958. godine počinje najveće doseljavanje u Uglješ iz Bosne ugl. iz okolice Teslića i Doboja. Potomci doseljenika govore kako je počelo s nekoliko beljskih nadničara iz toga kraja kojima se Uglješ svidio i u kojem su odlučili kupiti kuće, te su povukli veliki dio istomišljenika. Dotadašnji stanovnici prodavali su kuće i selili u Dardu, Tenje, Osijek i druga mjesta. Procijene su kako se tada doselilo oko 350 osoba, koji su odlučili potražiti novi život u Baranji. Od 1950. pa do popisa 1971. godine stanovništvo se udvostručuje na oko 500 stanovnika. Najveći broj stanovnika Uglješ bilježi 1991. godine kada je popisano 653 stanovnika, a poslije domovinskog rata broj pada na 597 stanovnika 2001. godine. Te 514 stanovnika 2011. godine. Većina stanovništva danas se bavi poljoprivredom.

## Sport
U naselju je postojao nogometni klub 4. juli.